# Papa Sisinnio
Sisinnio (Siria, 650 – Roma, 4 febbraio 708) è stato l'87º papa della Chiesa cattolica, dal 15 gennaio 708 alla sua morte.  Il suo pontificato, durato appena venti giorni, è il quarto pontificato più breve della storia della Chiesa cattolica.

## Biografia
Scarse sono le informazioni relative a questo pontefice, noto solo grazie al Liber pontificalis, secondo il quale era siriaco di nascita e figlio di un certo Giovanni. Data la sua età avanzata, probabilmente è da identificare con il presbitero Sisinnio, che prese parte al concilio lateranense del 679.
Fu eletto poco dopo la morte del predecessore, ma venne consacrato solo tre mesi dopo, il 15 gennaio 708. Già anziano, era afflitto dalla gotta e non era nemmeno in grado di cibarsi da solo, ma sembra che avesse un carattere forte e fosse volenteroso di fare il bene di tutta Roma. Nelle tre settimane circa del suo pontificato, memore degli avvenimenti accaduti durante il papato di Giovanni VI, fece preparare le fornaci e i materiali per il ripristino delle mura di Roma, poiché le autorità civili non accennavano a volersene interessare, ma non riuscì neanche a vedere cominciata l'opera di restauro.
Prima della morte consacrò un vescovo per la Corsica.
Morì il 4 febbraio 708 e fu sepolto nell'Antica basilica di San Pietro in Vaticano.